# 自称騎士修道会

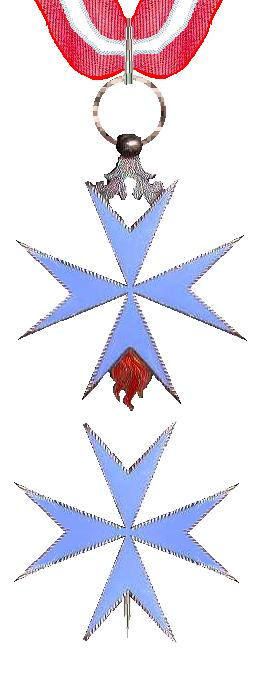
スウェーデンの自称「聖ブリジット騎士修道会」の徽章

自称騎士修道会（じしょうきししゅうどうかい、英: Self-styled order）または擬似騎士修道会（pseudo-chivalric order）とは、騎士修道会を名乗るものの、国や国際機関から正当なものとして認められていない組織のことである。
ほとんどの自称騎士修道会は18世紀半ば以降に誕生し、最近になって創設されたものも多い。ほとんどの騎士修道会は短命で、数十年も存続しない。

## 騎士修道会の正統性
多くの国は装飾品の着用を規制しておらず、特定の勲章が正当かどうかについては中立を保っている。どのような勲章が正当なものとして認められるかを明確に規定している国もある。例えば、スウェーデンでは、軍服に着用する勲章や勲章に関する決定は参謀本部に委ねられている。
レジオンドヌール勲章は、レジオン・ドヌール勲章章典によって認められた勲章のみ公に着用することができ、外国の勲章を着用する場合は許可を得なければならない。王朝時代の勲章は、当該王朝が現在主権者として承認されていない限り禁止されている（例えば、ロイヤル・ヴィクトリア勲章は明確に承認されているが、聖マウリッツィオ・ラザロ勲章は承認されていない）。フランス政府は、一括して認可された騎士修道会の非網羅的なリストが公表している。
勲章を授与する許可を君主から得ている協会もあるが、それらは右胸に着用するものである。英国市民は、君主の許可なく外国の勲章を受章し、着用することはできない。さらに政府は、民間の協会や機関が授与する外国の賞の許可は与えられないと明言している。
また、民間組織である国際騎士修道会委員会（ICOC）も、騎士修道会が本物かどうかを評価するための原則を定めている。ICOCはいかなる国際条約によっても公式に承認されておらず、その定義は多くの国によって明確に否定されている（上記のフランス、イギリス、スウェーデンの例を参照）。ICOCは1960年8月に国際系図紋章学会議の臨時委員会として設立されたが、現在は恒久的かつ独立した国際機関となっている。
ICOCは、騎士修道会が真正なものであるためには、その創設者または主要な後援者にフォンソノルム（羅: fons honorum、和訳：名誉の泉）がいなければならないと主張している。フォンソノルムとは、騎士修道会が設立された時点かそれ以前に主権を持っていた人物のことである。ICOCは、騎士修道会の創設前に主権を有していたのは、かつての主権者が騎士修道会の創設前に主権を放棄したのではなく、退位させられたか、またはその他の方法で権力を失っていた場合に限り、真正な騎士修道会を創設するために有効であると考える。ICOCの見解では、この要件を満たし、自らに見かけ上の正当性を与えるために、偽のフォンソノルムを創設する組織がある。ICOCは、どのような組織を本物の騎士修道会とみなすかについて登録を行っている。
一見、騎士修道会的な性格を持つように見える組織（アウグスト協会や国際騎士道連盟（International Fellowship of Chivalry-Now）のように、自分たちは騎士修道会ではないと公言している組織もある）でも、自称騎士修道会、各国によって公認された騎士修道会、国際機関によって本物とみなされた騎士修道会とは慎重に区別している。
中世以降、貴族、爵位、爵位、およびヨーロッパで国家が承認した騎士修道会の会員資格を授与する排他的な権利は君主によって横領されたが、例外として、王妃（例えば、星十字勲章）や王位請求者に与えられた王朝の勲章については、ゴータ年鑑などに記録されている。

## 自称騎士修道会に共通する特徴
自称騎士修道会に共通する、その他の特徴は以下のとおり：
1. 聖地やイベリア半島にある中世西欧の軍事騎士修道会の保護者であったローマ教皇庁によって、はるか昔に弾圧されていたと主張している[11]。
2. 西洋のどの主権国家も、これらを正当な騎士修道会として認めていない[12][13]。
3. 彼らは、「さまよえる司教」（Episcopi vagantes）や無名の王子たちの強力な庇護の下にある、あるいはその長であると主張している[14]。
4. 彼らは偽爵位を持つ者と密接に関係している。

## フリーメーソン
18世紀以降、フリーメーソンはいくつかの中世の騎士修道会のシンボルと儀式を多くのメーソン団体に取り入れてきた。特に「コンスタンティヌス赤十字騎士修道会」（聖ゲオルギウス神聖軍事コンスタンティヌス騎士修道会と聖墳墓騎士修道会に由来）、「マルタ騎士修道会」（聖ヨハネ騎士団に由来）、「神殿の騎士修道会」（中世のテンプル騎士修道会に由来）は、フリーメーソンのヨーク儀式で大きく取り上げられている。
どのメイソン団体も騎士団を名乗ることはなく、徽章を公の場で着用することもない（騎士団に与えられる権利）。したがって、それらは自称騎士団ではなく、単なる友愛団体にすぎない。

## 関連項目

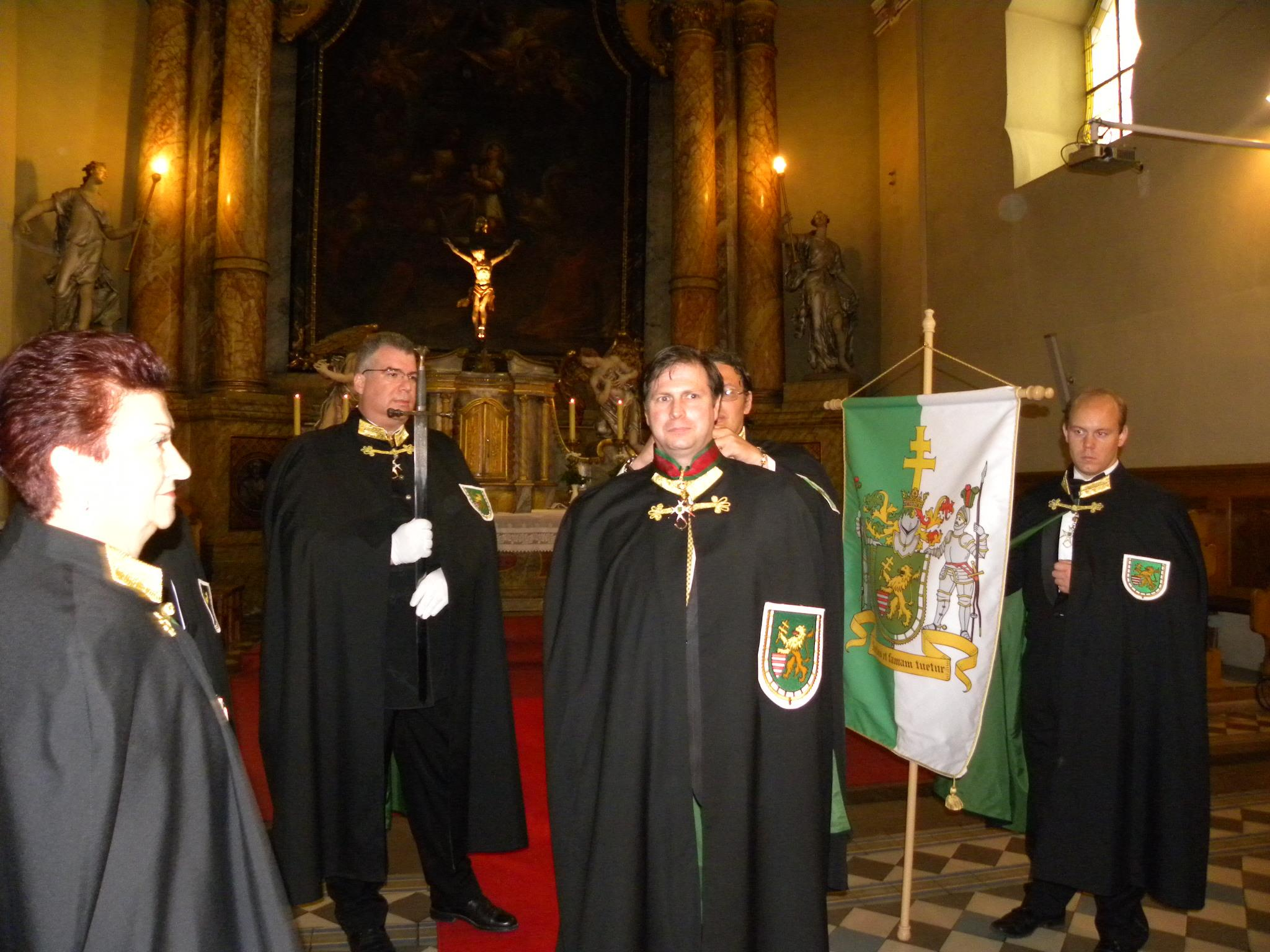
エステルゴムのフランシスコ会教会にて、サンドル・ハプスブルグが「黄金の拍車騎士総長」に任命される（2012年）。

## 関連文献
- Ordres et contre-ordres de chevalerie by Arnaud Chaffanjon, Mercure de France Paris 1982.
- Faux Chevaliers vrais gogos by Patrice Chairoff, Jean Cyrile Godefroy Paris 1985.
- The knightly twilight by Robert Gayre of Gayre, Lochore Enterprises Valletta 1973.
- Orders of knighthood, Awards and the Holy See by Peter Bander van Duren and Archbishop H.E. Cardinale (Apostolic Delegate in the United Kingdom), Buckinghamshire 1985.
- World Orders of Knighthood and Merit by Guy Stair Sainty(editor) and Rafal Heydel-Mankoo (deputy editor), Burke's Peerage 2006.
- Ephemeral Decorations, Gillingham, H. E. New York, 1935. American Numismatical Society: Numismatic Notes and Monographs 66.
- Peter Kurrild-Klitgaard, Knights of Fantasy: an overview, history, and critique of the self-styled 'Orders' called 'of Saint John' or 'of Malta', in Denmark and other Nordic countries, Turku 2002, ISBN 951-29-2265-7